# سان-مارتان-دو-فرين
سان-مارتان-دو-فرين (بالفرنسية: Saint-Martin-du-Frêne)‏ هي بلدية فرنسية تقع في إقليم الآن في فرنسا. رمز إنسي لها هو:1373. أما الرمز البريدي لها فهو: 1430.